# Arveyron
Cet article possède un paronyme, voir Aveyron.
Ne doit pas être confondu avec Arveyron d'Argentière.
L'Arveyron (« petit Arve ») ou Arveyron de la Mer de Glace est le nom donné au torrent exutoire de la Mer de Glace. Il se jette dans l'Arve au niveau des Praz de Chamonix.

## Géographie
La longueur de son cours est de 4,5 km.

### Commune et canton traversés
L'Arveyron est entièrement situé dans la commune de Chamonix-Mont-Blanc dans le canton de Chamonix-Mont-Blanc, dans l'arrondissement de Bonneville.

## Affluents
L'Arveyron compte plusieurs petits affluents, également situés sur la seule commune de Chamonix-Mont-Blanc dans le canton de Chamonix-Mont-Blanc, dont le torrent du Chapeau de 1,1 km de longueur.